# New Hampshire (kip)
De New Hampshire is een fors kippenras dat in het begin van de twintigste eeuw is ontstaan in de gelijknamige Amerikaanse staat. In de jaren 40 ontstond er in Europa belangstelling voor het ras, dat zich had bewezen als een prima vlees- en legras.
New Hampshires zijn kippen met een brede bouw, een holle ruglijn en een enkele kam. Ze worden gefokt in de kleuren roodbruin, roodbruin-blauwgetekend en wit. De roodbruine kleur wordt over het algemeen beschouwd als de oorspronkelijke raskleur.
Omdat New Hampshires rustige kippen zijn die snel tam worden, worden ze ook als hobbykippen gehouden. Ook de aantrekkelijke roodbruine kleur heeft ertoe bijgedragen dat de kippen een gewild sierras zijn.

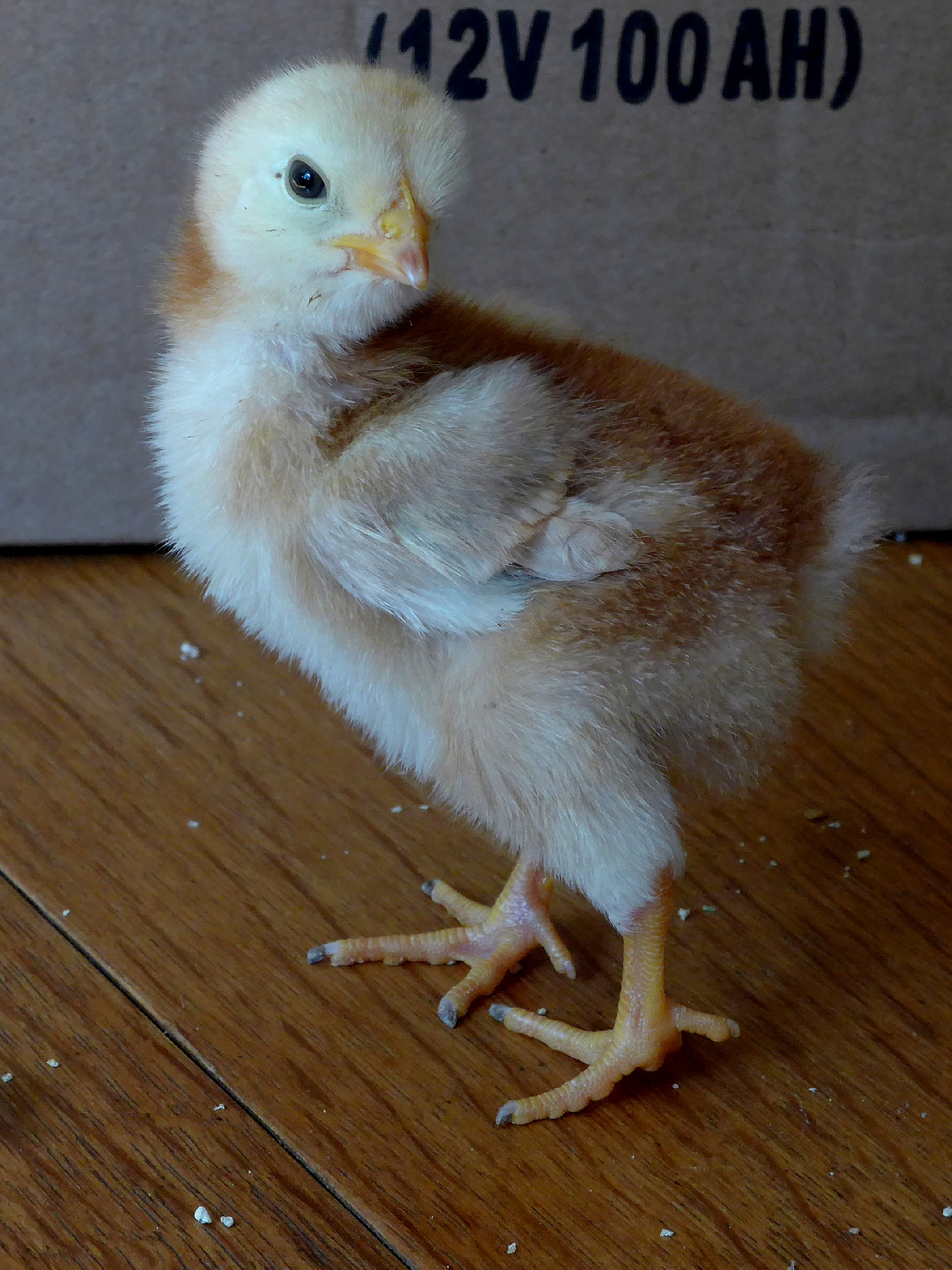
New Hampshire, kuiken, 8 dagen
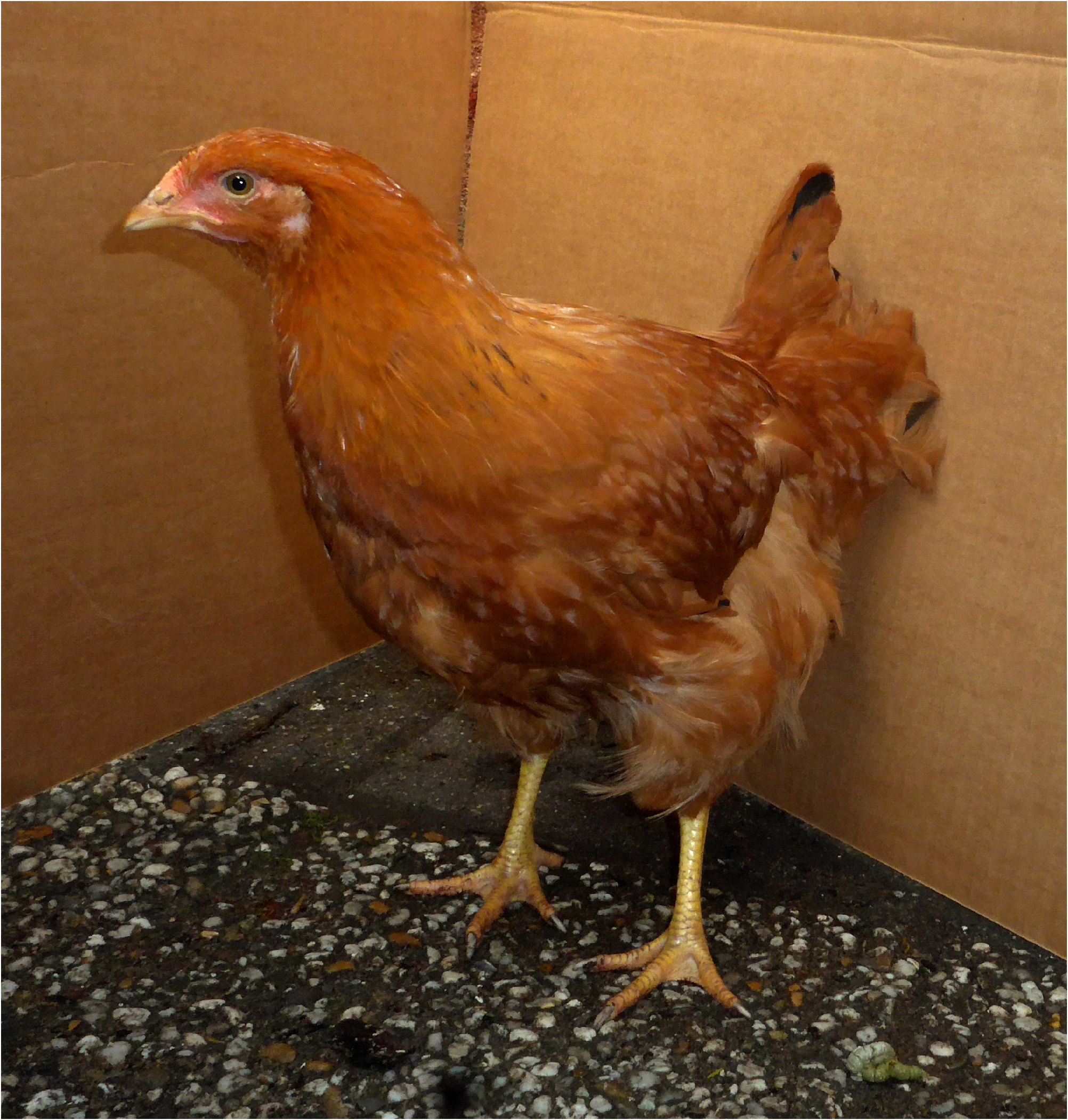
New Hampshire, hen 12 weken oud
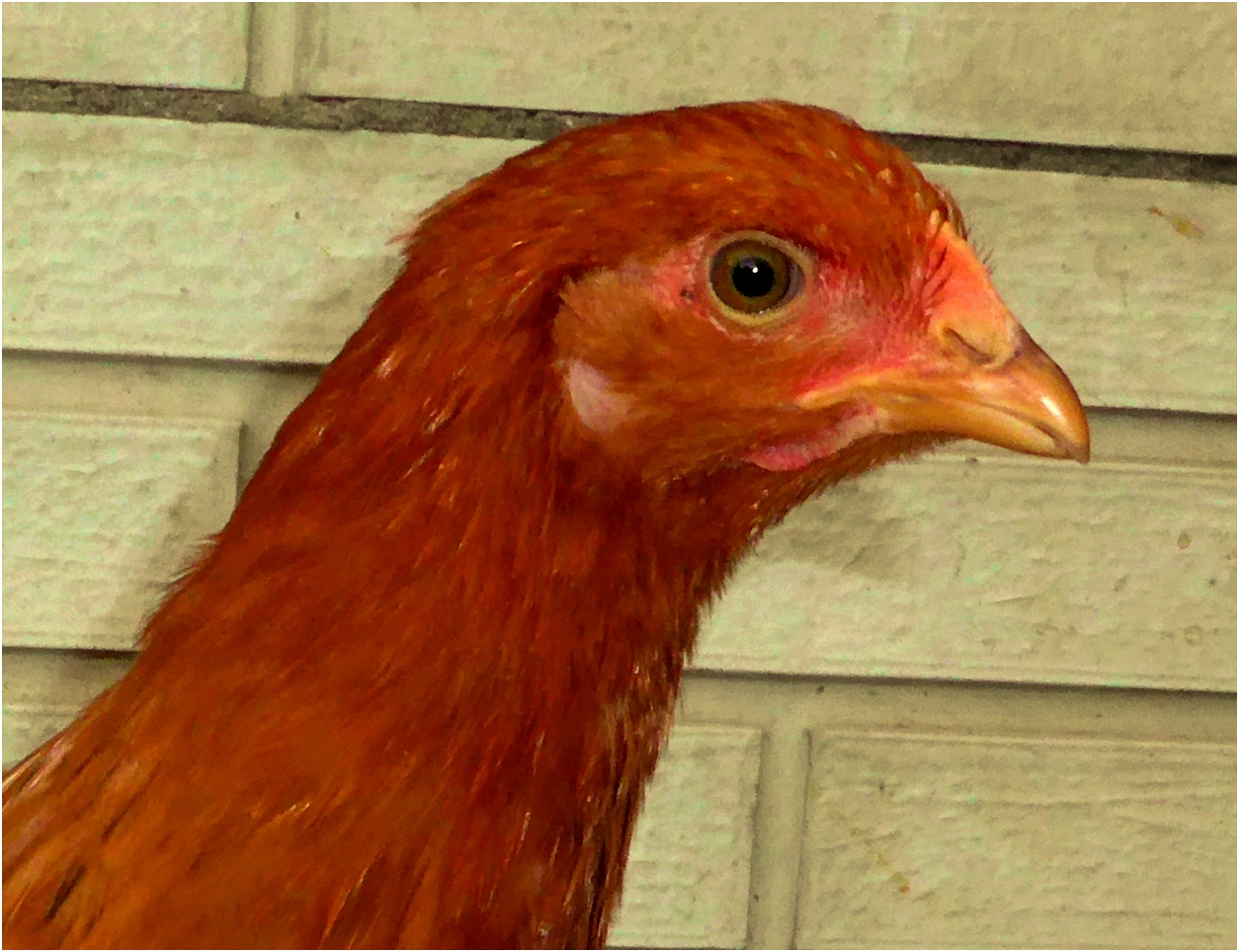
kop New Hampshire hen, 12 weken
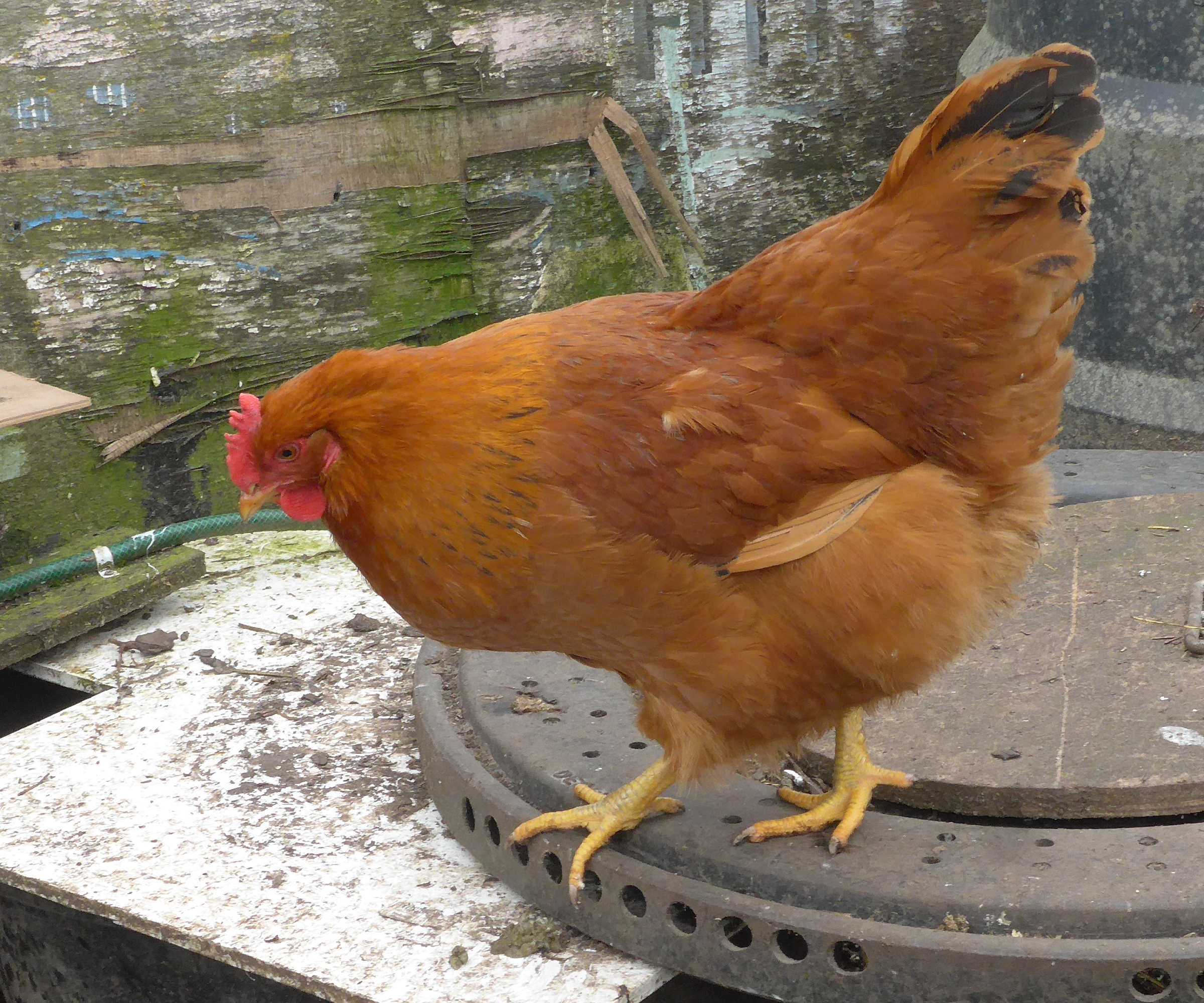
New hampshire hen, 26 weken
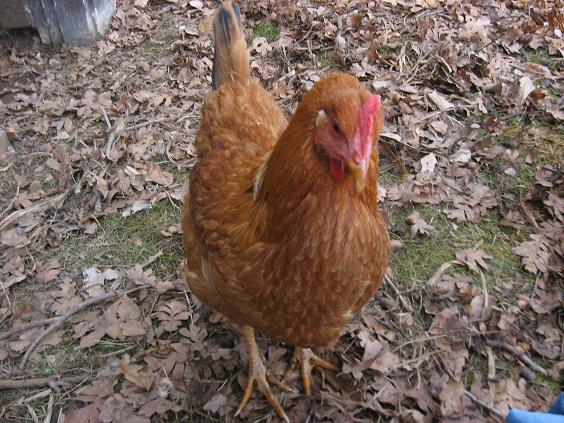
New Hampshire hen
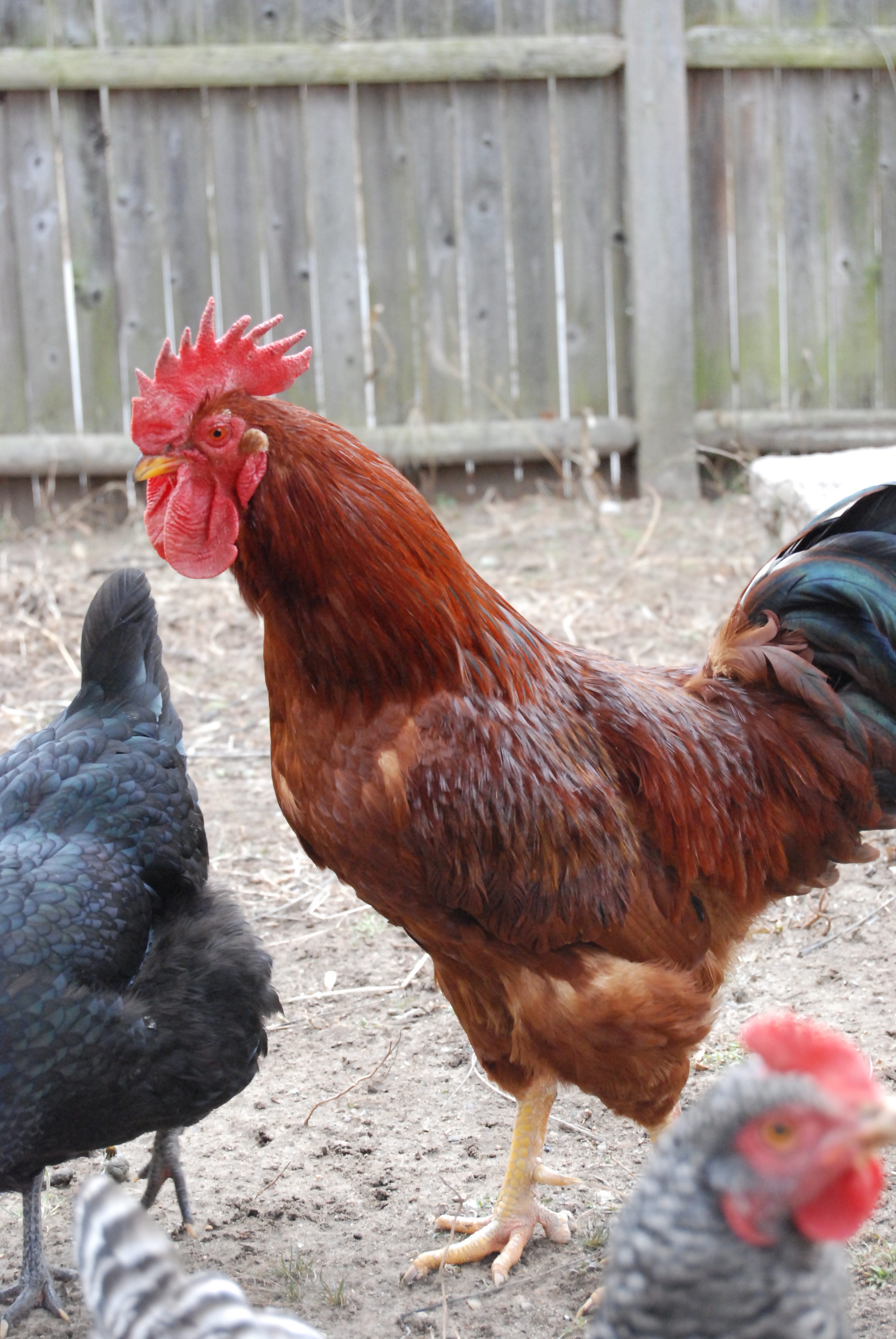
New Hampshire haan